# توسيلات الإترامين
إترامين توسيلات Itramin tosilate هو موسع وعائي.